# Araucana

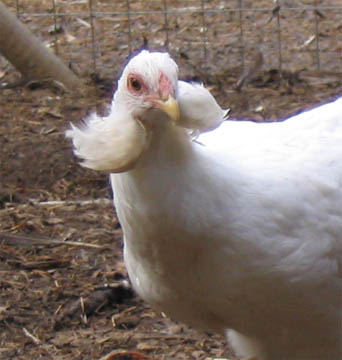
Araucana bianca

L'araucana, chiamata nei luoghi d'origine "Mapuche", è una particolare razza di gallina originaria del Cile . È famosa per via delle sue uova, non tanto per la grandezza, in quanto in genere sono più piccole delle classiche uova di gallina marrone; di fatto questa gallina produce delle uova di una colorazione verde acqua tenue tendente al celeste. Intorno a tali uova si è diffusa la credenza che siano prive di colesterolo, probabilmente la causa di tale credenza è dovuta al particolare colore del guscio e alla pubblicità. Tale colorazione delle uova è dovuta alla presenza del pigmento biliverdina nel guscio. Negli USA è nota come gallina sudamericana. 

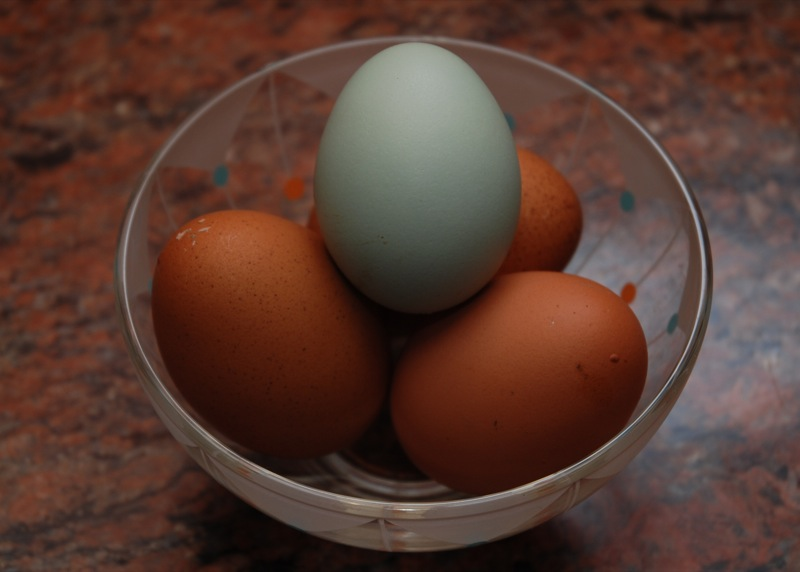
Uovo di araucana confrontato con uova del pollo domestico

## Tipologia della coda
Esistono due razze di Araucana: la prima è provvista di coda e l'altra invece ne è sprovvista. Secondo lo standard britannico viene riconosciuta la gallina che ne è provvista, mentre secondo gli standard americani ed australiani viene riconosciuta anche la razza che ne è sprovvista.

## Storia
Il nome è stato ereditato dai suoi primi allevatori, gli araucani erano una tribù del Cile. Questa gallina è un ibrido fra due razze di galline: la Colloncas, nome attribuitogli dagli spagnoli e la Quetero, la prima produce delle uova di un colore azzurro naturale, mentre la seconda produce uova dal colore marrone classico.
Presentano un volto densamente ricoperto di piume per poter resistere al freddo presente nella zona climatica cilena. 

## Peso approssimativo
| Gallo   | 2,7–3,2 kg |
| Gallina | 2,3–2,7 kg |

Bantam, varietà di araucana
| Gallo   | 740–850 g |
| Gallina | 680–790 g |